# Estádio Municipal de Itapetinga
O Antônio Carlos Magalhães, apelidado de Primaverão e ainda chamado de Estádio Municipal de Itapetinga, localiza-se no município de Itapetinga, no estado da Bahia, tem capacidade para 7.000 espectadores e teve sua reinauguração em 16 de fevereiro de 1979.
O estádio recebe os jogos da seleção de Itapetinga, que disputa o Campeonato Baiano Intermunicipal de Futebol, que é uma competição realizada na Bahia que com equipes de diversos municípios do estado.
Nas dependências do mesmo está instalado desde 12 de Dezembro de 2010 o acervo do Museu de Arte e Ciências de Itapetinga, fechado na década de 1990 e que trazia saudades ao povo do município baiano.